# PATH (비영리 단체)
PATH는 미국 시애틀에 본부를 둔 국제 비영리 단체다. 기술의 발전, 건강 행태의 변화, 보건의료체계의 역량강화 등을 통하여 인간의 건강을 증진시키는 것을 목표로 한다. 전 세계 70여 개국에서 활동 중이다.

## 역사
PATH의 모태는 가족 계획 사업에서 출발한다. 1976년 10월 개발도상국의 가족 계획 전문가들이 멕시코시티에서 회담을 가지고, 1977년 미국 워싱턴주 시애틀에서 PIACT(Program for the Introduction and Adaptation of Contraceptive Technology)를 발족한다. 1980년 단체의 이름을 Program for Appropriate Technology in Health으로 변경하고, 다양한 국제 보건 이슈에 대해 연구 및 보건 사업을 시행하였다. 2014년 단체 이름을 PATH로 변경하였다.

## 같이 보기
- 빌 & 멀린다 게이츠 재단
- GAVI